# Werin Sasnaszen
Werin Sasnaszen – wieś w Armenii, w prowincji Aragacotn. W 2011 roku liczyła 328 mieszkańców.